# King Boxer
King Boxer (xinès: 天下第一拳 Tiān xià dì yī quán, lit. "El puny número u del món"), també conegut com a Five Fingers of Death, és una pel·lícula d'arts marcials de Hong Kong de 1972 dirigida per Jeong Chang-hwa (en hangul, 정창화; en hanja, 鄭昌和) i protagonitzada per Lo Lieh. Va ser produïda per Shaw Brothers (HK) Ltd. (xinès: 邵氏兄弟（香港）公司), l'estudi de producció de la pel·lícula de Hong Kong més gran de l'època. El guió va ser escrit per Chiang Yang (江陽). Realitzada a Hong Kong, és una de les moltes pel·lícules de kung fu amb l'actor nascut a Indonèsia Lo Lieh (羅烈) al capdavant. Va aparèixer en molts esforços similars de pel·lícules d'arts marcials de la dècada de 1960, anteriors al més reeixit internacionalment Bruce Lee.
Estrenada als Estats Units per Warner Bros. el març de 1973 com a Five Fingers of Death, la pel·lícula va aprofitar l'èxit de la sèrie de televisió de Warner Kung Fu i va ser responsable d'iniciar la bogeria pel cinema de kung fu estatunidenc dels anys setanta, amb més de 30 pel·lícules similars que es van estrenar als Estats Units només el 1973. Warner la va seguir amb la primera coproducció entre els Estats Units i la Xina de Kung Fu Enter the Dragon estrenada més tard aquell mateix any, que va ser la més reeixida de les pel·lícules chopsocky de 1973.

## Argument
Un jove prometedor estudiant d'arts marcials anomenat Chi-Hao ha passat la major part de la seva vida estudiant amb un mestre i s'ha enamorat de la filla del mestre Yin-Yin. Després que el mestre no aconsegueix lluitar correctament contra un grup de pinxos, envia a Chi-Hao a estudiar amb un mestre superior, Shen Chin-Pei. Li mana a Chi-Hao que aprengui de Chin-Pei i derroti el tirà local d'arts marcials, Ming Dung-Shun, en un proper torneig per tal de guanyar-se la mà de Yin-Yin.
Chi-Hao coneix una jove cantant, Yen Chu Hung, a la carretera de la ciutat i la rescata dels pinxos de Dung-Shun. Ella s'enamora d'ell, però ell resisteix amb dificultat els seus avenços. Arriba a la ciutat i comença a estudiar amb Suen Chin-Pei. Després d'una pallissa inicial per part de l'alumne estrella de Chin-Pei, Han Lung, Chi-Hao millora ràpidament. Un dia, un altre pinxo de Dung-Shun, Chen Lang, irromp a l'escola i colpeja tots els estudiants de Chin-Pei. Chin-Pei finalment arriba i lluita contra ell, però és colpejat per un cop deshonrós i greument ferit. Chi-Hao rastreja a Chen Lang i el derrota. Quan Chin-Pei s'assabenta d'això, selecciona Chi-Hao per rebre el seu secret més mortal, el Puny de Ferro.
Han Lung descobreix que Chi-Hao ha estat escollit com a successor de Chin-Pei i es posa intensament gelós. Conspira amb Dung-Shun per fer que Chi-Hao estigui paralitzat. Atrau a Chi-Hao al bosc, on els tres nous pinxos japonesos de Dung-Shun l’embosquen. El dominen i li trenquen les mans. Més tard, visiten la seva antiga escola de mestres i també el maten. Yen ajuda a Chi-Hao a recuperar-se i torna a intentar seduir-lo, però ell es resisteix. Finalment, els companys d'estudis de Chi-Hao el localitzen i l'animen a recuperar el seu esperit de lluita. Comença a entrenar i ben aviat guareix les seves ferides. Arriba Yin-Yin, però oculta la notícia de la mort del seu pare. Un Chi-Hao rejovenit derrota amb èxit a tots els altres estudiants per convertir-se en el representant de Chin-Pei per al proper torneig. Han Lung torna a Dung-Shun amb la notícia, però el fill de Dung-Shun l'encega i l'expulsa.
El dia del torneig, un Chen Lang, afectat per la consciència, adverteix a Chi-Hao dels tres pinxos japonesos que estan emboscats a la carretera de l'arena. Chi-Hao lluita contra els pinxos matant dos d'ells. Llavors arriba Chen Lang i sosté el cap dels pinxos japonesos perquè Chi-Hao pugui arribar al torneig a temps. Arriba just a temps i derrota el fill de Dung-Shun per guanyar el torneig. Dung-Shun apunyala i mata a Chin-Pei enmig de la celebració i les sortides. Quan Dung-Shun arriba a casa, descobreix que tots els llums estan apagats. Han Lung apareix a l'habitació enfosquida i, guiat per la direcció de Yen, lluita contra Dung-Shun i el seu fill. Han Lung cega el fill, que després és apunyalat pel seu pare en la confusió. Dung-Shun surt de la cambra fosca i convoca els seus sequaços que matin Han Lung i ell mateix mata Yen Chu Hung.
Chi-Hao arriba a la casa de Dung Shun, però Dung-Shun fuig i se suïcida apunyalant-se abans que Chi-Hao pugui lluitar contra ell. Quan se'n va, arriba el cap dels sicaris japonesos amb el cap de Chen Lang. Ell i Chi-Hao s'enfronten. Chi-Hao utilitza el seu poder del Puny de Ferro, fent que les seves mans brillin de color vermell, i llança diversos cops poderosos que envien el maton a estavellar-se contra una paret de maons. Amb el pinxo derrotat i assassinat, Chi-Hao, Yin-Yin i Ta Ming marxen.

## Repartiment
- Lo Lieh com a Chao Chih-Hao
- Wang Ping com Sung Ying Ying
- Wong Gam-Fung/Wang Chin Feng com la cantant Yen Chu-Hung
- Tien Feng com el mestre Meng Tung-Shan
- Tung Lam com Meng Tien-Hsiung
- Fang Mian com a mestre Suen Hsin-Pei
- Ku Wen-Chung com el mestre Sung Wu-Yang
- Chao Hsiung com Okada

## Estrena
King Boxer va ser llançat a Hong Kong el 28 d'abril de 1972. Quan la pel·lícula es va estrenar a Corea del Sud, nativa del director Chung Chang-Wha, es va retitular The Iron Man. La distribuïdora Shina Sang-ok va vendre falsament la pel·lícula com a coproducció sud-coreana per evitar pagar impostos a la importació. En aquesta versió es redueixen deu minuts de la pel·lícula, eliminant totes les escenes més goig.

## Recepció

### Taquilla
Als Estats Units i al Canadà, la pel·lícula va repetir el seu èxit a Europa. Va guanyar 4 milionsde dòlars en lloguers als Estats Units i al Canadà, el segon La pel·lícula més taquillera del gènere als Estats Units el 1973 després d'Enter the Dragon amb lloguers de 4,25 milions de dòlars dels Estats Units. Five Fingers of Death va superar els 10 milions de dòlars en lloguers a tot el món l'octubre de 1973, i va guanyar 4.6 milions de dòlars a Amèrica del Nord.

### Recepció crítica
En una ressenya contemporània de The New York Times, Roger Greenspun va escriure: "No sé gaire de karate, però sé què m'agrada. I el karate de 'Five Fingers' of Death,' per tots els seus salts alts a càmera lenta, els seus grunyits, els seus punys xiulants, té l'aspecte del fons del canó. És massa extravagant, massa salvatge gratuïtament, com si fos composts per a l'espectacle, més que per a l'atac, defensa o qualsevol propòsit real." Variety la va anomenar "un actor d'acció xinès enlluernat amb tots els elements explosius que fan que tingui un èxit en el seu mercat previst... Exquisidament filmat i ple de valors de producció colorits, la direcció de Cheng Chang Ho és poderosa i directa i obté les millors interpretacions del repartiment encapçalat per Lo Lieh, com l'estudiant, i Wang Ping com la seva estimada." Gene Siskel del Chicago Tribune va donar a la pel·lícula 2 estrelles de 4 i la va qualificar de "un melodrama de mala qualitat, mal batejat i farcit de bogeria". diàleg", tot i que va reconèixer "l'emoció genuïna generada per les seqüències de lluita, sempre que puguis emocionar-te amb la vista d'una tallada de karate que parteix la front." Fredric Milstein va escriure a Los Angeles Times, "El director Chen Chang Ho, que té un sentit definit de l'estil, manté el ritme ràpid i l'acció espectacular... El doblatge és horrible, però no vens a aquest per escoltar la gent parlar." En una ressenya per Monthly Film Bulletin, John Gillett va trobar que l'efecte truc en què els personatges salten a l'aire per aterrar ja sigui en un arbre o a la el costat oposat d'un oponent esdevé "una mica tediós a mesura que avança la pel·lícula". No obstant això, "... l'aspecte pur de la posada en escena i el gaudi aparent dels participants mantenen la narrativa en ràpid moviment".
En una revisió retrospectiva, AllMovie va donar a la pel·lícula tres estrelles de cinc, afirmant que la pel·lícula "no era la millor pel·lícula de kung fu que van publicar els Shaw Brothers, però com a entrada primerenca s'aguanta sorprenentment bé per a un gènere que té les seves cames". La ressenya va assenyalar que "un estereotip més lamentable perpetuat per aquesta i les pel·lícules futures són els japonesos com a vilans primitius semblants als simis" i que la pel·lícula "arrossega una mica el que ara són tòpics de Kung fu cansats, però l'esperit punyent que la va fer popular encara sobreviu".
Quentin Tarantino va incloure la pel·lícula entre les seves 11 millors pel·lícules de tots els temps.